# Aquarium (banda)
Aquarium o Akvarium (en ruso: Аква́риум; estilizado Åквариум) es una banda de rock rusa formada en la ciudad de San Petersburgo en 1972. Con más de cuarenta años de trayectoria, la banda ha experimentado una gran cantidad de cambios en su alineación, permaneciendo el líder y fundador Boris Grebenshchikov como el único miembro inamovible en la formación. Músicos como Anatoly Gunitsky, Mikhail Feinstein, Dyusha Romanov, Vsevolod Gackel y Serguéi Kuriojin integraron la banda en algún momento de su trayectoria.

## Formación y primera alineación (1972-1991)
Aquarium fue formada en 1972 por dos amigos, Boris Grebenshchikov, entonces estudiante de Matemáticas Aplicadas en la Universidad Estatal de Leningrado, y Anatoly Gunitsky, dramaturgo y poeta. Los miembros fundadores fueron Grebenshchikov (voz y guitarra), Gunitsky (batería), Alexander Tsatsanidi (bajo), Vadim Vasilyev (teclados) y Valery Obogrelov (sonido).
La historia popular detrás del nombre "Aquarium" es que fue inspirado en un club de Leningrado denominado "El Acuario" y sugerido por uno de los miembros de la banda. Sin embargo, Grebenshchikov ha dado diferentes historias en entrevistas, sugiriendo alternativamente que vino a través de sesiones de asociación de palabras o que fue inspirado por un edificio de cristal parecido a un acuario.
A finales de 1973, el guitarrista Edmund Shkliarsky (más tarde el líder de la banda Pícnic) fue brevemente miembro de la agrupación. El bajista Michael Feinstein-Vasiliev, el primer músico profesional de Aquarium, se incorporó también en 1973. Al año siguiente, el teclista Andrew "Dyusha" Romanov también se unió a la banda. Romanov, inspirado por los flautistas de rock Richard Meier e Ian Anderson, decidió interpretar este instrumento.

### Primeras presentaciones
La primera actuación de Aquarium tuvo lugar en marzo de 1973 en su base de ensayos, un pequeño local rural, mientras que otras versiones afirman que fue en un restaurante en el Parque Central de Cultura y Recreación de Leningrado llamado Hold, por el que se les pagó 50 rublos en efectivo.
En los años 1970 y principios de la década de 1980, el rock and roll estaba estrictamente regulado en la Unión Soviética, y sólo unos pocos artistas consiguieron ser aprobados y firmados por el sello discográfico gubernamental Melodiya. Las salas de conciertos habituales de Aquarium eran recintos privados y se enfrentaron durante muchos años a una feroz competencia para conseguir un lugar en la discográfica. Estos conciertos underground fueron un fenómeno soviético único creado por los músicos de dicha generación. Eran normalmente acústicos, ya que el ruido podía hacer que los vecinos llamaran a la Milítsiya (nombre con el que se conocía a la policía soviética), pero el espacio limitado fomentaba una atmósfera de intimidad entre el grupo y su público, que escuchaba con la respiración contenida y realizaba alguna grabación ocasional, algo similar al concepto de los bardos rusos.
En 1973, Aquarium realizó su primer concierto en vivo, aunque no fue seguido de muchas presentaciones.
Durante las vacaciones de enero y febrero de 1974, Grebenshchikov y Gunitsky grabaron su álbum debut, The Temptation of St. Aquarium. El grupo grabó el álbum con un equipo casero, con muchas limitaciones de sonido. The Temptation of St. Aquarium se creyó perdido durante mucho tiempo, pero en 1997 el disco fue encontrado y publicado en formato CD en 2001. Su segundo álbum se tituló Parables of Count Diffusor y fue escrito por Grebenshchikov, Anatoly Gunitsky y Dyusha Romanov, probablemente en la primavera de 1975. Un año después publicaron su tercer álbum, From the Other Side of a Mirror Glass (en ruso: С той стороны зеркального стекла), nombrado usando una línea de un poema de Arseni Tarkovski.

### Reconocimiento local
En 1974 el grupo se involucró fuertemente en el teatro amateur, interpretando piezas de absurdo en los escalones del Castillo de los Ingenieros. Sin embargo, cuando el teatro empezó a ser manejado por el director profesional Eric Goroshevsky, Grebenshchikov se desilusionó con la idea de una fusión de rock, poesía y teatro, y cambió el enfoque de Aquarium para concentrarse en las actividades musicales (aunque sólo se separaron completamente del grupo de teatro en 1977). Gunitsky dejó el grupo, pero se mantuvo en contacto con sus excompañeros. Al año siguiente, el violonchelista Vsevolod (Seva) Gakkel se unió a la banda.
Aquarium comenzó a actuar regularmente en vivo en 1976. Su primer concierto ese año fue el 25 de febrero y contó con la participación de Grebenshchikov, Gakkel y Dyusha Romanov. El 10 de marzo la banda participó en el Festival de Música Popular de Tallin, donde tocaron un conjunto de cuatro canciones acústicas y ganaron el premio al programa más interesante y variado del evento.
En 1977 Romanov y el fagotista Alexander "Fagot" Alexandrov fueron reclutados en el ejército durante dos años. Con la pérdida de estos miembros, Grebenshchikov grabó un álbum en solitario de gran éxito titulado All Brothers are Sisters. Aquarium también se volvió una agrupación popular, hasta el punto de que Grebenshchikov empezó a ser reconocido en la calle. En 1979 la banda se reunió con dos importantes figuras del rock soviético, el crítico Artemy Troitsky y el mánager Andrey Tropillo, con quien grabaron sus producciones discográficas más trascendentes.

### Festival de Tiflis

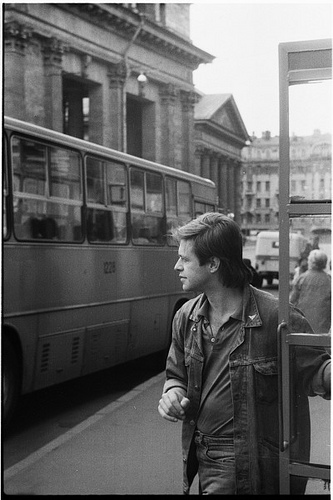
Grebenshchikov en 1987.

Aquarium irrumpió en la conciencia de la escena roquera soviética al competir en el Festival de Rock de Tiflis en 1980. La banda causó un escándalo con su actuación, que fue considerada extraña y chocante. Durante el set, Grebenshchikov se acostó en el escenario y realizó movimientos provocativos mientras tocaba la guitarra, haciendo que todos los miembros del jurado abandonaran rápidamente la sala. Se acusó a la banda de promover la homosexualidad, el incesto (Grebenshchikov cambió la letra mientras interpretaba la canción "Marina") y la indecencia, y fue vetada en el festival. El incidente se dio a conocer en Leningrado, y como resultado Grebenshchikov perdió su trabajo y fue expulsado del Komsomol (Liga de Jóvenes Comunistas). Sin embargo, aunque no recibieron ningún premio, la actuación de la banda los convirtió en un símbolo de la cultura alternativa soviética.
Hasta 1987, Aquarium grabó todos sus discos en conciertos en vivo y en un estudio subterráneo autoensamblado (varios miembros tenían educación en ingeniería) disfrazado como un "Club de Jóvenes Técnicos". Una excepción notable fue el álbum Radio África (1983), que fue grabado en secreto utilizando un estudio móvil propiedad del gobierno, después de sobornar a un técnico.

### Éxito masivo
La llegada de la corriente política conocida como Glásnost en la segunda mitad de los años 1980 trajo consigo el reconocimiento público de muchos músicos de rock underground ruso, y Aquarium se convirtió en uno de los actos más populares. Se les permitió tocar en grandes salas de conciertos, aparecieron en la televisión estatal y grabaron bandas sonoras para varias películas, entre las que destaca Assa, un filme de culto en el que participaron muchas bandas de rock de la época.
En 1987, la banda grabó su primer álbum para el sello discográfico estatal Melodiya. Con el respaldo oficial y la distribución legalizada, el álbum fue un gran éxito en la Unión Soviética, vendiendo más de un millón de copias en pocos meses. Posteriormente, Grebenshchikov grabó dos álbumes en inglés y realizó una gira con diversos músicos. En 1992, después de la desintegración de la Unión Soviética, se publicó un álbum bajo el nombre de The BG-Band, titulado The Russian Album, una colección de canciones introspectivas, influenciadas por sus viajes por el norte de Europa y que demuestran un retorno a sus raíces rusas.

## Segunda alineación (1992-presente)

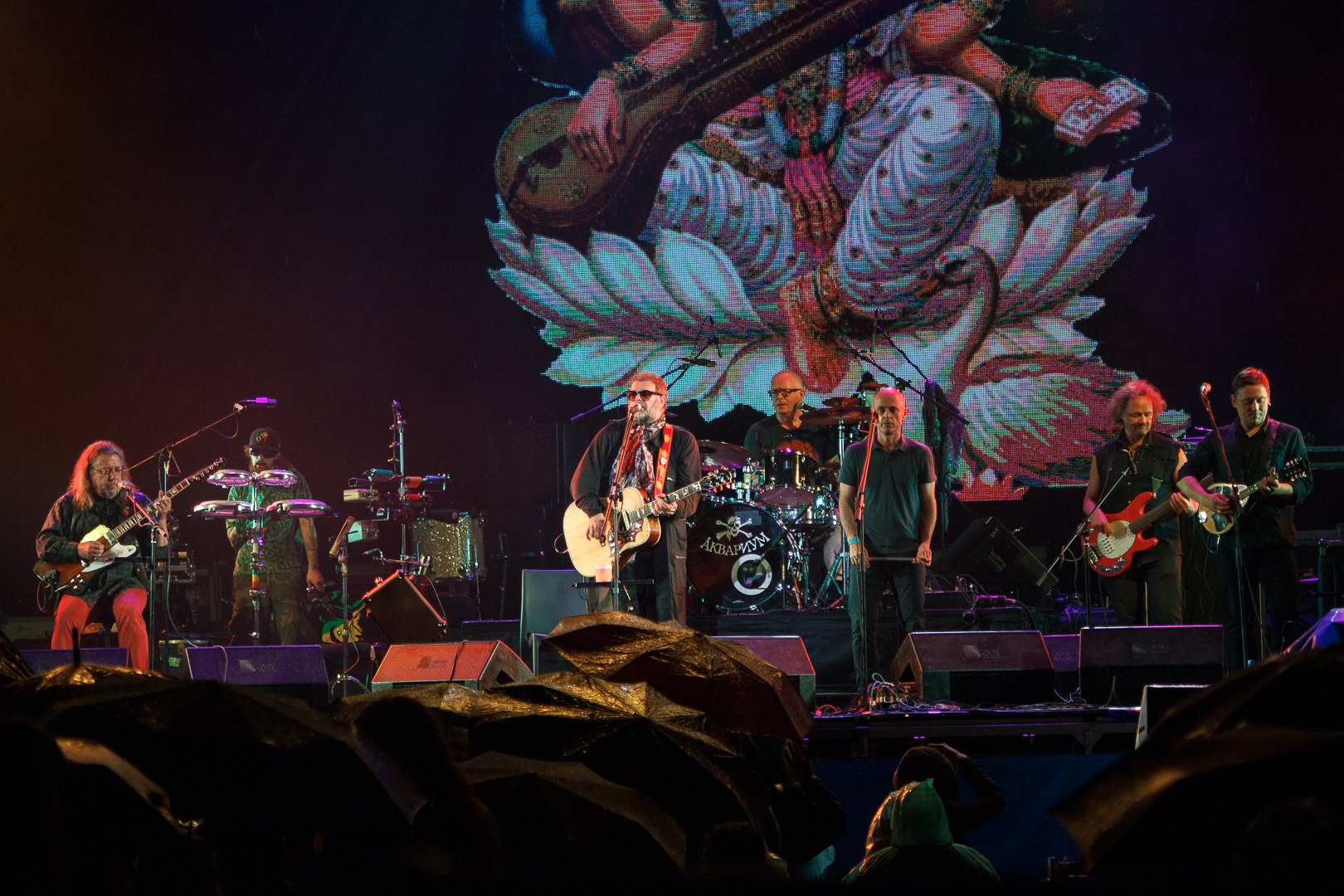
Aquarium en vivo en 2016.

Grebenshchikov siguió de gira y en poco tiempo volvió a llamar a su banda Aquarium, aunque la alineación se parecía poco a la banda original. En 1996, Aquarium encabezó (junto con la banda DDT) el festival de música de VladiROCKstok en Vladivostok; en un momento memorable, Grebenshchikov invitó a miles de fanáticos a abandonar sus asientos en la tribuna y acercarse al escenario.
La banda continuó lanzando más álbumes y haciendo extensas giras por la antigua Unión Soviética, Europa Oriental y lugares con comunidades de inmigrantes de habla rusa en Alemania, Israel y Estados Unidos. En 2007, Aquarium actuó por primera vez en el mítico Royal Albert Hall de Londres. En 2008 se creó el proyecto "Aquarium International", con la participación de más de veinte músicos de todo el mundo. Su álbum de 2008 White Horse fue lanzado de manera similar a In Rainbows de Radiohead: se ofreció su descarga gratuita en formato mp3 y el usuario optaba por pagar la cantidad que consideraba conveniente.

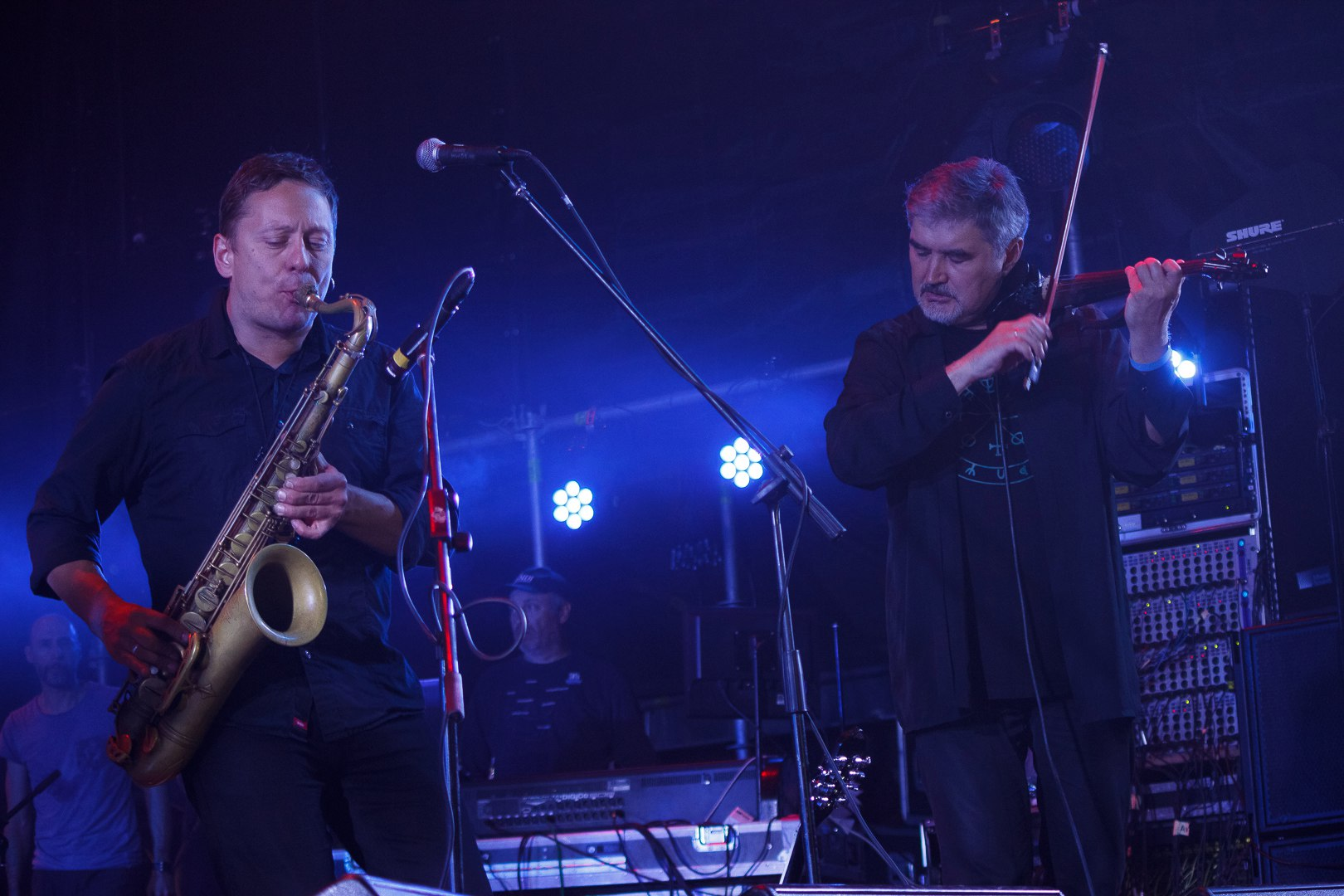
La banda en vivo en 2016.

Aunque a menudo se les criticó por apartarse de su estilo original y por los constantes cambios de formación, que hicieron que las últimas encarnaciones de Aquarium fueran esencialmente un proyecto en solitario de Grebenshchikov, el grupo siguió disfrutando de un éxito considerable en Rusia con la emisión regular en la radio de sus canciones, álbumes populares y frecuentes giras.

## Influencias musicales
Aquarium se vio fuertemente influenciado por la música rock occidental, particularmente por bandas y artistas como los Beatles, Bob Dylan, David Bowie y T. Rex. Bandas de rock progresivo como Jethro Tull, King Crimson y Roxy Music, y artistas del reggae y la new wave, también fueron importantes para consolidar el sonido de Aquarium. Esto se reflejó en las composiciones a menudo complejas de la banda y en la amplia gama de temas líricos, haciendo incluso referencias a las culturas celta e india.

## Discografía

### Álbumes
| Fecha                                   | Título original                         | Título internacional                     | Notas                                   |
| Álbumes producidos en la década de 1970 | Álbumes producidos en la década de 1970 | Álbumes producidos en la década de 1970  | Álbumes producidos en la década de 1970 |
| --------------------------------------- | --------------------------------------- | ---------------------------------------- | --------------------------------------- |
| 1973                                    | Iskushenie Svyatogo Akvariuma           | Temptation of St.Aquarium                |                                         |
| 1973                                    | Menuet Zemledeltsu                      | Farmer's Minuet                          |                                         |
| 1974                                    | Pritchi Grafa Diffuzora                 | Parables of Count Diffusor               |                                         |
| 1976                                    | S Toy Storony Zerkalnogo Stekla         | From The Other Side of Mirror Glass      |                                         |
| 1978                                    | Vse Bratya - Syostry                    | All Brothers are Sisters                 |                                         |
| Álbumes de estudio                      |                                         |                                          |                                         |
| 1981                                    | Sinii Albom                             | The Blue Album                           |                                         |
| 1981                                    | Treugolnik                              | Triangle                                 |                                         |
| 1981                                    | Elektrichestvo                          | Electricity: History of Aquarium, Vol. 2 |                                         |
| 1982                                    | Akustika                                | Acoustics: History of Aquarium, Vol. 1   |                                         |
| 1982                                    | Tabu                                    | Taboo                                    |                                         |
| 1983                                    | Radio Africa                            | Radio Africa                             |                                         |
| 1984                                    | Ikhtiologia                             | Ichthyology                              |                                         |
| 1984                                    | Den’ Serebra                            | The Day of Silver                        |                                         |
| 1986                                    | Deti Dekabrya                           | December's Children                      |                                         |
| 1986                                    | Desyat’ Strel                           | Ten Arrows                               |                                         |
| 1987                                    | Ravnodenstvie                           | Equinox                                  |                                         |
| 1987                                    | Feodalizm                               | Feudalism                                |                                         |
| 1992                                    | Russkii Albom                           | Russian Album                            | Publicado como BG-Band                  |
| 1993                                    | Lyubimie Pesni Ramzesa IV               | Favorite Songs of Rameses the IV         |                                         |
| 1994                                    | Kostroma Mon Amour                      | Kostroma my Love                         |                                         |
| 1994                                    | Peski Peterburga                        | Sands of Petersburg                      |                                         |
| 1995                                    | Navigator                               | Navigator                                |                                         |
| 1996                                    | Snezhnii Lev                            | Snow Lion                                |                                         |
| 1997                                    | Hyperborea                              | Hyperborea                               |                                         |
| 1997                                    | Lilit                                   | Lilith                                   | Publicado como BG y The Band            |
| 1999                                    | Psi                                     |                                          |                                         |
| 2002                                    | Sestra Haos                             | Sister Chaos                             |                                         |
| 2003                                    | Pesni Ribaka                            | Fisherman's Songs                        |                                         |
| 2005                                    | Zoom Zoom Zoom                          | Zoom Zoom Zoom                           |                                         |
| 2006                                    | Bespechny Russkiy Brodyaga              | Careless Russian Rover                   |                                         |
| 2008                                    | Loshad' Belaya                          | White Horse                              |                                         |
| 2009                                    | Pushkinskaya 10                         | Poushkine Street, 10                     |                                         |
| 2011                                    | Arkhangelsk                             | Archangelsk                              |                                         |
| 2013                                    | Aquarium Plus                           | Aquarium Plus                            |                                         |
| Álbumes en vivo                         |                                         |                                          |                                         |
| 1982                                    | Arox & Shtyor                           |                                          |                                         |
| 1982                                    | Desyat Let                              | Ten Years                                |                                         |
| 1982                                    | Electroshock                            | Electric Shock                           |                                         |
| 1993                                    | Pis'ma Kapitana Voronina                | Letters of Captain Voronine              |                                         |
| 1993                                    | Vizit v Moskvu                          | Visit to Moscow                          |                                         |
| 1994                                    | Akvarium na Taganke                     | Aquarium at Taganka                      |                                         |
| 1995                                    | Tsentr Tsiklona                         | Center of the Cyclone                    |                                         |
| 1996                                    | Sezon dlya Zmey                         | Snake Season                             |                                         |
| 1996                                    | Dvadtsat Let Spustya                    | Twenty Years Later                       |                                         |
| 1997                                    | Akvarium-25, Istoriya                   | Aquarium-25. The History                 |                                         |
| 1998                                    | Molitva i Post                          | Prayer and Fasting                       |                                         |
| 2008                                    | The Royal Albert Hall                   | The Royal Albert Hall                    |                                         |
| Recopilaciones                          |                                         |                                          |                                         |
| 1986                                    | Red Wave                                | Red Wave                                 |                                         |

## Filmografía

### Documentales sobre Aquarium y Grebenshchikov
- Rok (1987), dir. Alexei Uchitel, Unión Soviética
- The Long Way Home (1989), dir. Michael Apted, Estados Unidos

### Bandas sonoras de Aquarium
- Ivanov (1981), dir. A. Nekhoroshev, A. Ilkhovsky
- Assa (1987), dir. Sergei Solovyov
- Zolotoy Son (1989), dir. Sergey Debizhev
- The Black Rose (1989), dir. Sergei Solovyov
- Dva Kapitana 2 (1992), dir. S. Debizhev